# Cesk Freixas
Francesc Freixas i Morros, més conegut pel nom artístic de Cesk Freixas   (Sant Pere de Riudebitlles, 17 d'abril de 1984), és un cantautor, escriptor i activista polític català que, juntament amb altres artistes d'arreu del país com Pau Alabajos, Meritxell Gené i Andreu Valor, va formar part de l'escena de la cançó en llengua catalana anomenada la Cançó Necessària.
Com a músic, Freixas va editar una maqueta, nou treballs discogràfics, un àlbum en directe i un recull de versions d'altres cantautors internacionals, amb la intenció de contribuir a recuperar la cançó d'autor i de protesta als Països Catalans. Al llarg de vint-i-un anys de trajectòria, Freixas va dur a terme un total de més de 2.500 actuacions.

## Biografia

### Trajectòria musical
Cesk Freixas va néixer a Sant Pere de Riudebitlles, a la comarca de l'Alt Penedès, l'any 1984. Després de formar part del grup de música Pangea, creat amb amics de l'Escola Intermunicipal del Penedès de Sant Sadurní d'Anoia i on hi cantava versions de rock, Freixas feu el seu primer concert com a cantautor el 4 de gener de 2004 al Bar Jimmy Jazz d'Igualada. Fruit d'aquesta primera experiència en solitari, és en el segon concert, el 23 d'abril de 2004, on gravà en directe la seva maqueta, al teatre del Centre Catequístic de Sant Pere de Riudebitlles, compartint escenari amb el cantautor Feliu Ventura.
Durant la seva trajectòria, Cesk Freixas ha anat acostant-se per diversos paisatges musicals. Si bé el primer treball discogràfic (Set voltes rebel) s'acostava a la sonoritat del rock català, poc a poc va anar explorant noves estètiques més properes a la cançó d'autor. Al segon i tercer disc (El camí cap a nosaltres i La mà dels qui t'esperen), treballats amb el productor penedesenc Magí Batalla, s'evidencia un acostament de les seves cançons cap a textures més acústiques, pop, i amb una clara influència de la música electrònica, tractada amb sintetitzadors i elements de percussió. A partir del quart treball discogràfic, Freixas comença a arranjar i produir les seves peces musicals amb Víctor Nin, guitarrista que l'acompanya des de l'any 2005. Aquests discos treballats amb Nin es mouen, també, per diversos ambients musicals. Els primers, com Tocats pel foc, Protesta i Proposta, s'atansen a una estètica més rock, amb alternança del pes de les guitarres acústiques i la distorsió de les guitarres elèctriques. Festa Major és el seu setè disc, produït, aquesta vegada, per Roger Rodés, productor barceloní reconegut internacionalment amb un premi Grammy Llatí l'any 2021. Amb Festa Major Cesk Freixas estrena i consolida un so més personal, amb narratives més cuidades, aproximant-se més clarament a la poesia, i paisatges sonors acústics. Posteriorment, és Pau Romero qui produeix els seus dos darrers discos, Memòria i Direm nosaltres, resseguint produccions més acústiques.
El 4 de desembre de 2023, va publicar un comunicat anunciant l'aturada indefinida del seu projecte musical. D'aquesta manera, coincidint amb la celebració del seu vintè aniversari damunt dels escenaris, Cesk Freixas realitzà la seva darrera gira durant l'any 2024 i l'últim concert el 4 de maig de 2025 a la sala Paral·lel 62 en el marc del festival Barnasants.

### Activisme polític i cultural

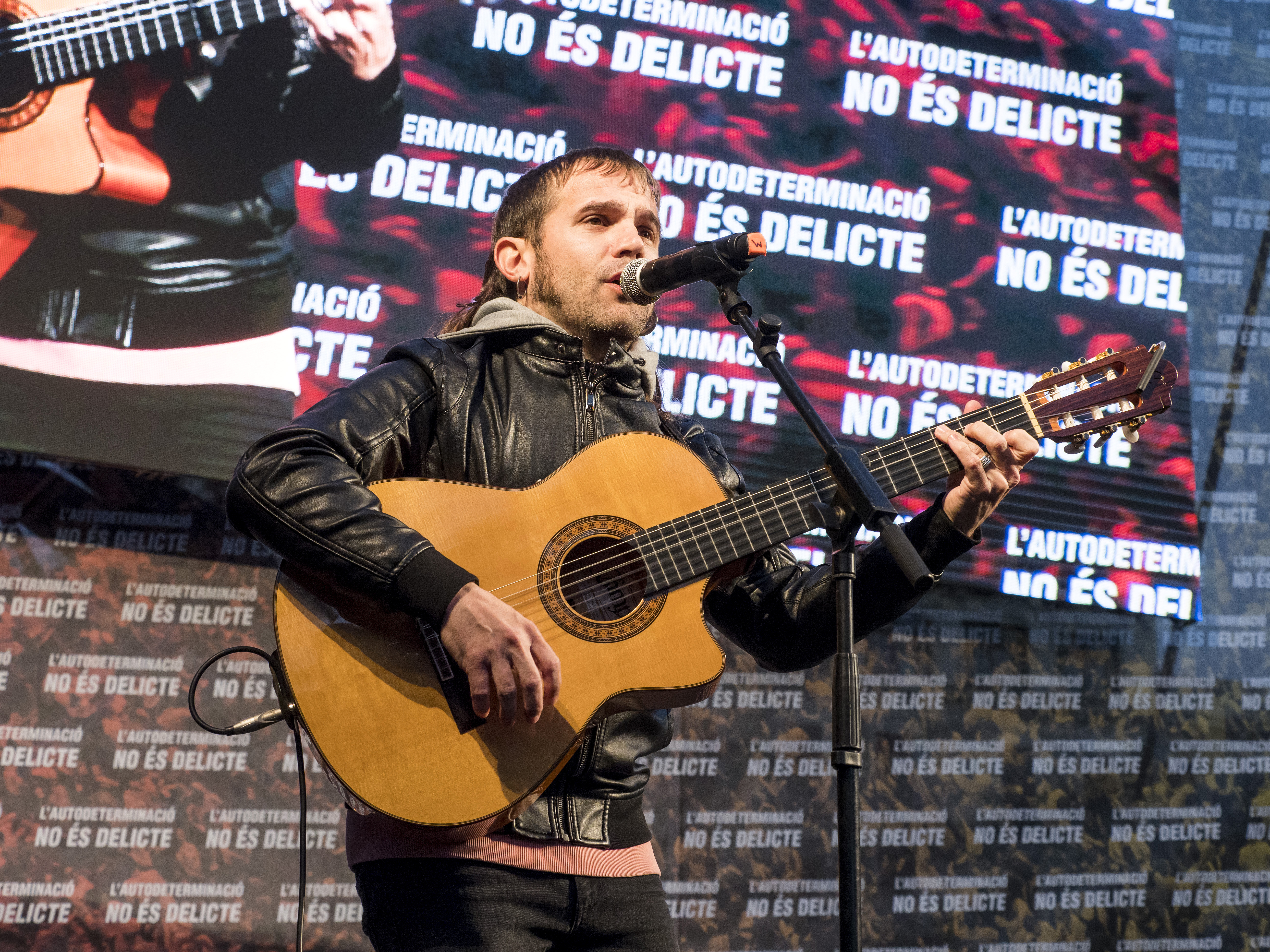
Concert a la manifestació «L'autodeterminació no és delicte»

Geògraf de formació, Cesk Freixas és militant d'una de les organitzacions que conformen l'Esquerra Independentista: el Sindicat de la Música, sectorial sindical del treball musical de la Coordinadora Obrera Sindical. Amb anterioritat, Freixas també va militar i participar activament d'Alternativa Estel, d'Endavant (OSAN) i de la Candidatura d'Unitat Popular.
És per aquesta implicació política que, en diverses ocasions, els seus concerts s'han vist afectats pels intents de censura dels sectors més conservadors i nacionalistes espanyols. Són nombrosos els espectacles que l'hi han suspès per raons ideològiques. En el número 318 de la revista Enderrock (corresponent al maig de 2021), Freixas denunciava que l'estiu del 2020 «un ajuntament suposadament d'esquerres va denegar una actuació meva perquè no els interessava pagar amb diners públics un concert d'un cantautor com jo». En aquesta línia, un dels casos més coneguts també va succeir al Principat, quan, a finals d'agost de 2009, les formacions polítiques del Partit Popular i Ciutadans van voler prohibir, sense èxit, la seva actuació a Figueres, en el marc del Festival Acústica. L'altra demanda més coneguda de suspensió d'un concert seu va tenir lloc al Pinós, a la vall del Vinalopó), el 22 de setembre de 2017, quan el Partit Popular va demanar a l'equip de govern municipal (PSPV) la prohibició de la seva actuació a l'Auditori Municipal per ser membre de la Candidatura d'Unitat Popular, defensar la unitat dels Països Catalans i cantar en català.
L'1 de juny de l'any 2010 va ser jutjat, amb 9 activistes penedesencs més, a l'Audiència Provincial de Barcelona per un delicte electoral, que tenia els seus orígens en la participació en una manifestació contrària al referèndum de la Constitució Europea l'any 2005 a Vilafranca del Penedès, durant la jornada de reflexió del dissabte 19 de febrer d'aquell mateix any. L'Audiència Provincial de Barcelona va resoldre el cas amb una absolució per a tots els encausats. Posteriorment, el Tribunal Suprem espanyol va anul·lar la sentència absolutòria i els condemnà, a cadascun d'ells, a 24 dies de presó, un any d'inhabilitació i 5 mesos de pena multa. Malgrat múltiples adhesions provinents del món acadèmic, intel·lectual i cultural, el cas va tenir escassa repercussió mediàtica. L'advocat que va portar la defensa de Cesk Freixas va ser Jaume Asens.
A les eleccions al Parlament de Catalunya de 2012 fou escollit en desè lloc per la circumscripció de Barcelona de la CUP-Alternativa d'Esquerres. A les eleccions al Parlament de Catalunya de 2015 va ocupar un lloc simbòlic a la llista electoral per la circumscripció de Barcelona de la CUP-Crida Constituent. A les eleccions al Parlament de Catalunya de 2024 va signar un manifest donant suport, de nou, a la Candidatura d'Unitat Popular.
Des del gener fins al juny del 2016 va participar periòdicament, com a tertulià, al programa L'oracle de Catalunya Ràdio. El primer semestre de l'any 2022 va ser col·laborador del programa Kids XS d'ICat, amb la secció «De 0 a 3», on desgranava situacions i curiositats de la seva experiència com a pare.

## Obra

### Discografia
- 2004: Maqueta (autoedició)
- 2005: Set voltes rebel (Bullanga Records)
- 2006: Les veus dels pobles lliures (autoedició)
- 2007: El camí cap a nosaltres (RGB Suports)
- 2009: La mà dels qui t'esperen (Temps Record)
- 2012: Tocats pel foc (Temps Record)[25]
- 2014: Protesta (Temps Record)[26]
- 2017: Proposta (DMusical)[27]
- 2019: Festa Major (U98 Music)[28]
- 2021: Memòria (U98 Music)[29]
- 2022: Direm nosaltres (U98 Music)[30]

### Llibres
- 2013: Paraules per a Gaeta (Tigre de Paper Edicions) és el primer llibre del cantautor i és un recull de relats curts.[31] Editat la tardor de 2013, aquesta primera referència literària de Freixas conté 150 relats, en forma de prosa poètica, que recullen la mirada crítica de l'autor. A l'obra hi ha tres temàtiques principals: una que gira al voltant de l'univers emocional, una altra de més política i social, i una darrera de més geogràfica.[32]
- 2016: Alè de taronja sencera (Tigre de Paper Edicions) és el segon llibre del cantautor, estrenant-se aquesta vegada en la poesia.[33]
- 2020: El delta de les paraules (Rosa dels Vents) és el tercer llibre de Cesk Freixas, consolidant la seva veu poètica en aquest nou recull de versos.[34]
- 2021: Contes catalans d'avui i de sempre (B de Blok), un recull de set contes populars d'arreu dels Països Catalans reescrits i reinterpretats per Cesk Freixas i il·lustrats per Albert Arrayás.[35]
- 2022: Llegendes i rondalles catalanes (B de Blok), un recull de llegendes i rondalles de set comarques dels Països Catalans, reescrites i reinterpretades per Cesk Freixas, amb les il·lustracions de Laia Berloso.[36]
- 2025: Que avui sopem al carrer (Sembra Llibres) és el quart llibre de poesia de Cesk Freixas. Segons paraules de Roc Casagran, «un Cesk Freixas madur que ens regala versos que ens seran conhort i esperança, plens d’una tendresa que no oblida el puny tancat. Paraules per anar cap endins i cap enfora, per dir-nos que ens estimem i per rebel·lar-nos».[37]

## Reconeixements
- 2021: Guanyador del Premi Nacional Joan Coromines, guardó que atorga la Coordinadora d'Associacions per la Llengua (CAL) a persones o entitats que treballen en la defensa, difusió i normalització de la llengua i cultura catalanes.[38]